# 市立長浜病院
市立長浜病院（しりつながはまびょういん）は、滋賀県長浜市にある医療機関。
長浜市病院事業の設置等に関する条例に基づき設置された市立病院である。
市町村合併の結果、長浜市内には2つの市立病院があり、市立長浜病院は長浜市南部および米原市を、長浜市立湖北病院は長浜市北部を主な診療圏としている。

## 沿革
- 1944年（昭和19年）6月 - 開院[1][7]。
- 1986年（昭和61年）
  - 3月22日 - 中央棟が完成[8]。
  - 4月1日 - 開放型病室の利用を開始[9]。418床へ増床[2]。
- 1992年（平成4年）10月18日 - 中央棟完工式[10]。
- 1992年（平成4年）6月30日 - 移転先 「大戌亥町」に決定[11]。
- 1994年（平成6年）
  - 5月24日 - 現在地で起工式[12]。
  - 9月 - 土曜外来休診を導入[13]。
- 1996年（平成8年）
  - 4月23日 - 新築移転工事が完成[14]。
  - 5月1日 - 現在地に移転開院[4]。520床へ増床[3]。カルテや処方せんを電子化[3]。近江鉄道バスが「市立長浜病院バス停」を開設[15]。
  - 5月7日 - 現在地での外来診療を開始[16]。
- 1998年（平成10年）
  - 4月 - 滋賀県内で初めて医療機能評価認定証を取得[17]。
- 2001年（平成13年）
  - 1月16日 - 西側に療養病棟を起工[18]。
  - 2月15日 - 収賄容疑で逮捕された天野眼科部長を解職[19]。
  - 2月20日 - 眼科の手術を再開[20]。
  - 3月5日 - 収賄容疑で起訴され[21]、天野眼科部長を休職処分[22]。
- 2002年（平成14年）
  - 1月15日 - 療養病棟の入院受付を開始[23][24]。
  - 4月1日 - 院内の全面禁煙を実施[25][26]。
- 2008年（平成20年）
  - 4月8日 - 助産師の外来診療を開始[27][28]。
- 2010年（平成22年）4月 - 地方公営企業法全部適用
- 2013年（平成25年）
  - 2月19日 - 回復期リハビリ病棟が完成[29]。
  - 6月 - 回復期リハビリ病棟の利用を開始[29]。
- 2015年（平成27年）
  - 10月4日 - 診療支援棟が完成[30][31]。

## 診療科
- 内科、呼吸器内科、消化器内科、循環器内科、神経内科、脳神経外科
- 外科、整形外科、形成外科、心臓血管外科、泌尿器科、皮膚科、小児科、眼科、産婦人科、耳鼻咽喉科
- 口腔外科
- 麻酔科、放射線科、リハビリテーション科

## 医療機関の指定等
- 保険医療機関
- 救急告示医療機関
- 労災保険指定医療機関
- 指定自立支援医療機関（更生医療・育成医療）
- 身体障害者福祉法指定医の配置されている医療機関
- 臨床研修指定病院
- 地域がん診療連携拠点病院
- 生活保護法指定医療機関
- 結核指定医療機関
- 特定疾患治療研究事業委託医療機関
- 指定養育医療機関
- 小児慢性特定疾患治療研究事業委託医療機関
- 原子爆弾被害者一般疾病医療取扱医療機関
- 母体保護法指定医の配置されている医療機関
- 人間ドック・検診施設機能評価認定病院

## 近隣の医療機関
- 彦根市立病院（彦根市）
- 国立病院機構東近江総合医療センター（東近江市）
- 長浜赤十字病院（長浜市）
- 長浜市立湖北病院（長浜市）
- 国立病院機構敦賀医療センター（敦賀市）

## 交通アクセス
- 北陸本線（JR西日本）長浜駅より湖国バスで長浜市立病院下車。
- 北陸自動車道長浜インターチェンジ・米原インターチェンジより約10分、来院者専用無料駐車場（500台）あり。

## 病院再編の議論
湖北地域では市立長浜病院、長浜市立湖北病院、長浜赤十字病院、セフィロト病院の4つの病院を中心に地域医療提供体制の検討が行われている。
2019年（平成31年）3月の湖北圏域地域医療構想調整会議では「病院機能の再編案（ABCD）」が示された。具体的には現行の公営企業法全部適用（市立長浜病院と長浜市立湖北病院の経営一体化）、地域医療連携推進法人の設立（市立長浜病院と長浜市立湖北病院、長浜赤十字病院の経営一体化）、地方独立行政法人の設立（長浜赤十字病院の事業譲渡を受けて市立長浜病院と長浜市立湖北病院とともに経営一体化）、指定管理者の導入（市立長浜病院と長浜市立湖北病院に指定管理者を導入（日本赤十字社を想定））などが検討されている。